# Ralf J. Jox
Ralf Jürgen Jox (* 9. Juli 1974 in Weingarten (Württemberg)) ist ein deutscher Mediziner und Philosoph.

## Leben
Von 1995 bis 2002 studierte er Medizin an der Albert-Ludwigs-Universität Freiburg und der LMU München, von 1999 bis 2001 Philosophie an der Hochschule für Philosophie München und 2002–2003 Medical Ethics and Law am King’s College London, als Stipendiat gefördert von der Studienstiftung des deutschen Volkes. Nach der Habilitation 2012 für Ethik in der Medizin an der LMU München bei Georg Marckmann wurde er Professeur ordinaire an der Fakultät für Biologie und Medizin der Universität Lausanne (UNIL), Direktor des Institut des Humanités en Médecine, Leiter der Einheit für Klinische Ethik und Co-Leiter der Professur für Geriatrische Palliative Care. Seit 2019 ist er Mitglied der Nationalen Ethikkommission im Bereich der Humanmedizin (NEK) der Schweizer Eidgenossenschaft. 

## Veröffentlichungen (Auswahl)
- mit Rouven Porz: Wenn es ernst wird: Lebensentscheidungen von Kinderwunsch bis Sterbehilfe. München 2025, ISBN 978-3-406-82997-0.
- Sterben lassen: Über Entscheidungen am Ende des Lebens. Hamburg 2013, ISBN 978-3499630323.
- mit Markus Frings: Gehirn und Moral. Ethische Fragen in Neurologie und Hirnforschung. Stuttgart 2015, ISBN 3-13-198961-0.
- mit Gian Domenico Borasio, Jochen Taupitz und Urban Wiesing: Selbstbestimmung im Sterben – Fürsorge zum Leben. Ein verfassungskonformer Gesetzesvorschlag zur Regelung des assistierten Suizids. Stuttgart 2020, ISBN 3-17-039064-3.